# Cole Palmer
Cole Jermaine Palmer (* 6. Mai 2002 in Wythenshawe) ist ein englischer Fußballspieler, der aktuell beim FC Chelsea in der Premier League unter Vertrag steht.

## Karriere

### Vereine
Palmer gehörte von 2009 bis 2020 der Jugendmannschaft von Manchester City an. In der Saison 2017/18 stand er bereits das erste Mal im Mannschaftskader für die U18 Premier League. 2018/19 spielte er in der U-18-Mannschaft 12 Mal und traf viermal in der Liga. In der Folgesaison spielte er 14 Mal dort und traf 15 Mal und lief zudem zweimal in der Youth League auf. Am 19. Oktober 2019 (8. Spieltag) debütierte er gegen die Altersgenossen von Brighton & Hove Albion für die U23. Für die U23 lief er zweimal auf und stand zudem für die Profis in der Champions League und Premier League im Kader. Bei einem 4:0-Sieg über die U23 Leicester Citys schoss er seine ersten beiden Tore in der Premier League 2 und gab zudem eine Vorlage. Nicht einmal zwei Wochen später debütierte er in der Champions League für die Profis, als er bei einem 3:0-Sieg über Olympique Marseille spät in die Partie kam. Insgesamt lief er in der Saison 2020/21 16 Mal für die zweite Mannschaft auf, wobei er 13 Mal traf und am Ende die Premier League 2 gewann. Bei den Profis stand er mehrmals im Premier-League- und Champions-League-Kader, wobei er einmal in der Königsklasse und einmal im EFL Cup spielte. Bei einem 5:0-Heimsieg gegen Norwich City wurde er am 21. August 2021 (2. Spieltag) in der 69. Minute für İlkay Gündoğan eingewechselt und debütierte somit in der höchsten englischen Spielklasse. In der Saison 2022/23 wurde er mit seiner Mannschaft englischer Meister, Pokal- und Champions-League-Sieger.
Im August 2023 erzielte Palmer im UEFA Super Cup gegen den FC Sevilla den 1:1-Ausgleichstreffer, ehe man im Elfmeterschießen den Titel gewann. Anfang September 2023 wechselte er am letzten Tag der Transferperiode für eine Ablöse von knapp 50 Millionen Euro zum Ligakonkurrenten FC Chelsea, bei dem er einen Vertrag bis zum 30. Juni 2030 mit der Option auf ein weiteres Jahr unterschrieb. Beim FC Chelsea erzielte er bis April 2024 gleich viele Tore wie Erling Haaland für Manchester City und sie führten gemeinsam die Liste der Topscorer der Premier League an.
Im Juli 2025 gewinnt er mit dem FC Chelsea die FIFA-Klub-Weltmeisterschaft. Dabei erzielt er früh zwei nahezu identische Tore mit einem platzierten Schuss per Innenrist und bereitet kurz vor der Pause das 3:0 durch João Pedro vor.

### Nationalmannschaft
Zwischen 2016 und 2019 kam er zu mehreren Einsätzen für diverse Juniorennationalmannschaften der FA. Mit der U17-Nationalmannschaft nahm er an der Europameisterschaft 2019 teil, bei der er in allen drei Gruppenspielen spielte, jedoch mit seiner Mannschaft danach ausschied. Seit September 2021 ist Palmer in der U21-Nationalmannschaft aktiv und wurde mit ihr bei der Europameisterschaft 2023 nach einem Sieg im Finale gegen Spanien Europameister. Er selbst kam dabei in fünf von sechs Turnierspielen zum Einsatz.
Im November 2023 berief ihn Nationaltrainer Gareth Southgate erstmals in den Kader der A-Nationalmannschaft. Bei den anschließenden Spielen in der EM-Qualifikation gegen Malta und Nordmazedonien bestritt Palmer daraufhin seine ersten beiden Länderspiele.

### Privates
Palmer ist väterlicherseits afro-kittischer Abstammung. Seine Urgroßeltern wanderten im Rahmen der sogenannten Windrush-Generation von St. Kitts and Nevis nach England aus. Als Zeichen seiner Herkunft schmückte Palmer seine Fußballschuhe mit der englischen Flagge sowie der Flagge von St. Kitts und Nevis.

## Titel
International
- Champions-League-Sieger: 2023 (Manchester City)
- Klub-Weltmeister: 2025 (FC Chelsea)
- Conference-League-Sieger: 2025 (FC Chelsea)
- UEFA-Super-Cup-Sieger: 2023 (Manchester City)

England
- Meister: 2023 (Manchester City)
- Pokalsieger: 2023 (Manchester City)
- Ligapokalsieger: 2021 (Manchester City)

Nationalmannschaft
- U21-Europameister: 2023

Auszeichnungen
- Englands Fußball-Jungprofi des Jahres: 2024
- Englands Fußballer des Jahres (Fanwahl): 2023/24